# Czołna
Czołna [pronunciación en polaco: /ˈt͡ʂɔu̯na/] es un pueblo ubicado en el distrito administrativo de Gmina Baranów, dentro del Condado de Puławy, Voivodato de Lublin, en Polonia oriental. Se encuentra aproximadamente a 3 kilómetros al este de Baranów, a 21 kilómetros al noreste de Puławy, y a 44 kilómetros al noroeste de la capital regional Lublin.
El pueblo tiene una población de 251 habitantes.